# Jeux d'enfants
Jeux d'enfants ("Giochi di bambini") Op. 22, è una raccolta di dodici brani per pianoforte a quattro mani composti da Georges Bizet nel 1871.

## Storia
Bizet nel 1871 si era trasferito con la famiglia in campagna, nella casa di Le Vésinet, dopo che a Parigi si era insediata la Comune; qui, oltre a iniziare la sua nuova opera Djamileh, scrisse dodici brevi pezzi per pianoforte a quattro mani. Lontano dalle preoccupazioni della rivolta, egli ritrovò una certa serenità e, nonostante gli attacchi di angina a cui era soggetto, ebbe anche nuove energie per lavorare. Il musicista, che era anche un ottimo pianista, si dedicò con passione a scrivere queste miniature per bambini; soddisfatto della sua realizzazione, volle vendere subito la raccolta all'editore Durand verso la fine di settembre. Subito dopo egli realizzò anche una versione per orchestra, chiamata Petite suite, che comprendeva cinque dei pezzi a suo parere i più riusciti, ottenendo subito un vivo successo.

## Struttura e analisi
1. L'escarpolette (L'altalena), Andantino (Sol maggiore)
2. La toupie (La trottola), Allegro vivo (La minore)
3. La poupée (La bambola), Andantino semplice (Si maggiore)
4. Les chevaux de bois, (I cavalli di legno), Allegro vivo (La minore)
5. Le volant (Il volano), Andantino molto (Si bemolle maggiore)
6. Trompette et tambour (Tromba e tamburo), Allegretto, movimento di marcia
7. Les bulles de savon (Le bolle di sapone), Allegretto moderato (Fa maggiore)
8. Les quatre coins (I quattro cantoni), Allegro vivo (Re maggiore)
9. Colin-maillard (Mosca cieca), Andante non troppo, quasi andantino (Re bemolle maggiore)
10. Saute-mouton (Cavallina), Allegro molto moderato (La minore)
11. Petit mari, petite femme (Piccolo marito, piccola moglie), Andantino (Si bemolle maggiore)
12. Le bal (La palla), Presto (La maggiore)

Bizet ha realizzato con i suoi dodici piccoli pezzi delle vere miniature in cui vengono ricordati giochi, oggetti, e divertimenti legati all'infanzia. Ogni brano ha una sua collocazione nelle forme musicali più consone, trovando anche il ritmo e la liricità che rispecchiano le varie e differenti idee di ispirazione musicale. A tale scopo il compositore ha utilizzato lo Scherzo, la Berceuse, la Marcia, il Notturno e altre.
Evocando con sottigliezza ed eleganza il mondo dei fanciulli, il musicista ha realizzato un lavoro che può stare al fianco di altre composizioni celebri sullo stesso argomento, dalle Kinderszenen di Robert Schumann ai Children's Corner di Claude Debussy.

## La suite orchestrale
Cinque dei più popolari pezzi della raccolta per pianoforte (i numeri 6, 3, 2, 11, 12) furono successivamente orchestrati da Bizet come Petite suite; la composizione venne eseguita per la prima volta il 2 marzo 1873 a Parigi al Théâtre National de l'Odéon e successivamente, nel 1882, pubblicata dall'editore Durand.
1. Marche (Trompette et tambour). Allegretto moderato
2. Berceuse (La poupée). Andantino quasi andante
3. Impromptu (La toupie). Allegro vivo
4. Duo (Petit mari, petite femme). Andantino
5. Galop (Le bal). Presto

Ai cinque brani Bizet aggiunse in seguito l'orchestrazione di un sesto pezzo, Les quatre coins, che rimase inedito in quanto non compreso né nella pubblicazione né nelle esecuzioni.
La Petite suite è un lavoro brioso di grande semplicità, ma dall'orchestrazione molto raffinata; ebbe subito un notevole successo, ed è purtroppo, esclusa oggi, senza motivo, dalla maggior parte dei programmi di concerti Il lavoro ha il pregio di presentare un utilizzo sapiente dei timbri orchestrali e una notevole invenzione nell'armonia tanto da preannunciare alcuni aspetti impressionistici.

### Organico
Due flauti (il 2º anche ottavino), due oboi, due clarinetti, due fagotti, quattro corni, due trombe, timpani, triangolo, piatti, tamburo, archi